# Sarobela auritincta
Sarobela auritincta là một loài bướm đêm trong họ Erebidae.